# El Campillo de la Jara
El Campillo de la Jara è un comune spagnolo di 405 abitanti situato nella comunità autonoma di Castiglia-La Mancia.